# Santa Cecília (Teresópolis)
Santa Cecília é um bairro de Teresópolis, cidade localizada no interior do estado do Rio de Janeiro.

## Demografia
De acordo com o Instituto Brasileiro de Geografia e Estatística (IBGE), sua população no ano de 2010 era de 2 674 habitantes, sendo 1 380 mulheres (51.6%) e 1 294 homens (48.4%), possuindo um total de 1 014 domicílios.